# Karin Harrasser
Karin Harrasser (* 1974 in Kufstein) ist eine österreichische Medien- und Kulturwissenschaftlerin. Sie gilt als „die deutschsprachige Ikone des Cyborg-Feminismus“.

## Leben
Nach einem Studium der Geschichte und der Germanistik erfolgte 2005 die Promotion an der Universität Wien mit einer Dissertation zu Computerhystorien. Erzählungen der digitalen Kulturen um 1984. 2014 erfolgte die Habilitation an der Humboldt-Universität zu Berlin über Prothesen. Figuren einer lädierten Moderne. Seit 2013 ist Harrasser Professorin für  Kulturwissenschaft an der Kunstuniversität Linz.
Zu den Forschungsschwerpunkten von Karin Harrasser zählen Körper-, Selbst- und Medientechniken, Prozesse der Verzeitlichung, Theorien des Subjekts / der Objekte, Populärkultur / Science-Fiction, Genres und Methoden der Kulturwissenschaft, Geschlecht und agency.
Neben ihren wissenschaftlichen Tätigkeiten war Karin Harrasser an verschiedenen künstlerischen und kuratorischen Projekten beteiligt, u. a.  Die Untoten: Life Sciences & Pulp Fiction bei  Kampnagel Hamburg, Die Irregulären – Ökonomien des Abweichens bei NGBK Berlin, Lures of Speculation am TQ Wien, monochroms Arse Elektronika. Sie arbeitet regelmäßig mit der Mobilen Akademie-Berlin (Hannah Hurtzig) zusammen.
2018 erschien Karin Harrassers deutsche Übersetzung von Donna Haraways Unruhig bleiben. Die Verwandtschaft der Arten im Chthuluzän im Campus Verlag. Gemeinsam mit Elisabeth Timm gibt Karin Harrasser die Zeitschrift für Kulturwissenschaften heraus.
Seit dem 1. Oktober 2023 hat sie als Nachfolgerin von Thomas Macho die Direktion des Internationalen Forschungszentrum Kulturwissenschaften (IFK) inne.

## Schriften (Auswahl)

### Monographien
- Surazo. Monika und Hans Ertl: Eine deutsche Geschichte in Bolivien. Matthes & Seitz, Berlin 2022, ISBN 978-3-7518-0353-3.
- mit Hendrik Blumentrath, Anna Echterhölter, Frederike Felcht: Jenseits des Geldes. Aporien der Rationierung. Spector Books, Leipzig 2019 (= illinx.kollaborationen 2), ISBN 978-3-95905-210-8.
- Prothesen. Figuren einer lädierten Moderne. Vorwerk8, Berlin 2016, ISBN 978-3-940384-77-5.
- Körper 2.0. Über die technische Erweiterbarkeit des Menschen. Transcript, Bielefeld 2013, ISBN 978-3-8376-2351-2.
- mit Doris Harrasser, Stephanie Kiessling, Sabine Sölkner, Veronika Wöhrer: Wissen Spielen. Untersuchungen zur Wissensaneignungen von Kindern im Museum. Transcript, Bielefeld 2011, ISBN 978-3-8376-1926-3.

### Herausgaben
- mit Lars Friedrich, Céline Kaiser: Szenographien des Subjekts, Springer VS, Wiesbaden 2018, ISBN 978-3-658-19208-2.
- Auf Tuchfühlung. Eine Wissensgeschichte des Tastsinns, Fink, München 2017, ISBN 978-3-593-50727-9.
- mit Susanne Roeßiger: Parahuman. Neue Perspektiven auf das Leben mit Technik. Böhlau, Köln/Weimar/Wien 2016, ISBN 978-3-412-50518-9.
- mit Katja Rothe: Diätetiken des Schreibens. Rezepturen und Übungen. Mitterverlag, Wels 2015, ISBN 978-3-9503686-2-8.
- mit Lars Friedrich, Daniel Tyradellis, Joseph Vogl: Figuren der Gewalt. Diaphanes, Berlin/Zürich 2014, ISBN 978-3-03734-437-8.
- mit Roland Innerhofer, Katja Rothe: Das Mögliche regieren. Gouvernementalität in der Literatur- und Kulturanalyse. Transcript, Bielefeld 2011, ISBN 978-3-8376-1474-9.
- mit Marie-Luise Angerer: Menschen & Andere. Akademie Verlag, Berlin 2011 (=Zeitschrift für Medienwissenschaft 1/2011).
- mit Thomas Brandstetter, Günther Friesinger: Ambiente. Das Leben und seine Räume. Turia & Kant, Wien 2010, ISBN 978-3-85132-568-3.
- mit Thomas Brandstetter, Günther Friesinger: Grenzflächen des Meeres. Turia & Kant, Wien 2010, ISBN 978-3-85132-569-0.
- mit Elisabeth Timm: Behaviour Guides and Law. Akademie Verlag, Berlin 2010 (=Behemoth. A Journal on Civilisation 2/2010).
- mit Daniel Winkler, Marie-Noelle Yazdanpanah: Strategien des Entziehens. Löcker, Wien 2010 (=sinnhaft 22. Journal für Kulturstudien).
- mit Kathrin Friedrich, Echo Ho, Anneka Metzger: beschweren. Verlag der KHM, Köln 2010 (=off topic 2).
- mit Helmut Lethen, Elisabeth Timm: Sehnsucht nach Evidenz. Transcript, Bielefeld 2009. (=Zeitschrift für Kulturwissenschaften 1/2009)
- mit Günther Friesinger: Public Fictions. Wie man Roboter und Menschen erfindet. Studienverlag, Innsbruck/Bozen 2009, ISBN 978-3-7065-4714-7.
- mit Thomas Macho, Burkhardt Wolf: Folter. Politik und Technik des Schmerzes. Fink, München 2007, ISBN 978-3-7705-4415-8.
- mit Roland Innerhofer: Bauformen der Imagination. Ausschnitte einer Kulturgeschichte der architektonischen Phantasie. Löcker, Wien 2007, ISBN 978-3-85409-465-4.
- mit Alan Scott, Sylvia Riedmann: Cultural Studies der Politik / Politik der Cultural Studies. Turia + Kant, Wien 2007, ISBN 978-3-85132-445-7.

### Als Übersetzerin
- Donna Haraway: Unruhig bleiben. Die Verwandtschaft der Arten im Chthuluzän. Campus, Frankfurt am Main 2018, ISBN 978-3-593-50828-3. (englisch: Staying with the Trouble. Making Kin in the Chthulucene. Duke University Press, Durham 2016, ISBN 978-0-8223-6224-1)